# Gustaaf Adolf van Mecklenburg-Güstrow
Gustaaf Adolf van Mecklenburg-Güstrow (Güstrow, 26 februari 1633 - aldaar, 6 oktober 1695) was van 1636 tot aan zijn dood hertog Mecklenburg-Güstrow. Hij behoorde tot het huis Mecklenburg.

## Levensloop
Gustaaf Adolf was de zoon van hertog Johan Albrecht II van Mecklenburg-Güstrow en diens derde echtgenote Eleonora Maria, dochter van vorst Christiaan I van Anhalt-Bernburg.
In 1636 stierf zijn vader en werd Gustaaf Adolf op amper driejarige leeftijd hertog van Mecklenburg-Güstrow. Wegens zijn minderjarigheid werd hij onder het regentschap van zijn oom, hertog Adolf Frederik I van Mecklenburg-Schwerin, geplaatst, wat tot hevige tegenstand van zijn moeder leidde. Bovendien was hij van 1636 tot 1648 de laatste lutheraanse diocesaan administrator van het bisdom Ratzeburg. In 1654 begon hij zelfstandig te regeren.
In 1688 leidde de dood van zijn zoon Karel tot een opvolgingscrisis in Mecklenburg-Güstrow. Zijn schoonzoon, Adolf Frederik II van Mecklenburg-Strelitz, claimde na Gustaaf Adolfs dood in 1695 het hertogdom Mecklenburg-Güstrow, maar die kon niet verhinderen dat dit hertogdom geannexeerd werd door het hertogdom Mecklenburg-Schwerin, dat bestuurd werd door Adolf Frederiks neef Frederik Willem. Dit leidde tot een conflict tussen Adolf Frederik II en Frederik Willem, dat in 1701 werd beëindigd met het Verdrag van Hamburg en de oprichting van het hertogdom Mecklenburg-Strelitz.

## Huwelijk en nakomelingen
Op 28 december 1654 huwde Gustaaf Adolf met Magdalena Sibylla (1631-1719), dochter van hertog Frederik III van Sleeswijk-Holstein-Gottorp. Ze kregen elf kinderen:
- Johan (1655-1660)
- Eleonora (1657-1672)
- Maria (1659-1701), huwde in 1684 met hertog Adolf Frederik II van Mecklenburg-Strelitz
- Magdalena (1660-1702)
- Sophia (1662-1738), huwde in 1700 met hertog Christiaan Ulrich I van Württemberg-Oels
- Christina (1663-1749), huwde in 1683 met graaf Lodewijk Christiaan van Stolberg-Gedern
- Karel (1664-1688), huwde in 1687 met Maria Amalia van Brandenburg, dochter van keurvorst Frederik Willem I van Brandenburg
- Hedwig (1666-1735), huwde in 1686 met hertog August van Saksen-Merseburg-Zörbig
- Louise (1667-1721), huwde in 1696 met koning Frederik IV van Denemarken
- Elisabeth (1668-1738), huwde in 1692 met hertog Hendrik van Saksen-Merseburg-Spremberg
- Augusta (1674-1756)